# Kupol Novosil'skogo
Kupol Novosil'skogo är en bergstopp i Antarktis. Den ligger i Östantarktis. Australien gör anspråk på området. Toppen på Kupol Novosil'skogo är 56 meter över havet.
Terrängen runt Kupol Novosil'skogo är huvudsakligen platt. Trakten är obefolkad. Det finns inga samhällen i närheten.